# Ravda, Burgas
Ravda (în bulgară Равда) este un sat în comuna Nesebăr, regiunea Burgas,  Bulgaria. 

## Demografie
Componența etnică a satului Ravda
     Bulgari (92,48%)
     Nicio identificare (7,04%)
     Altele (0,47%)
După 1924, refugiații bulgari din Macedonia Egee s-au stabilit în Ravda, erau în principal din Kufalovo și Bozets, iar mai multe familii erau din Kirkalovo, Zorbatovo, Barovița, Ramel, Plasnichevo, Kadinovo și Vehti Pazar.La recensământul din 2011, populația satului Ravda era de 2.088 locuitori. Din punct de vedere etnic, majoritatea locuitorilor (92,48%) erau bulgari. Pentru 7,04% din locuitori nu este cunoscută apartenența etnică.